# Rat der Deutschen in Polen
Der Rat der Deutschen in Polen (RDP) war die Dachorganisation der Organisationen und Parteien der deutschen Minderheit in der Zweiten Polnischen Republik. Er bestand von 1934 bis 1939 mit Sitz in Warschau.

## Geschichte
Der RDP wurde am 16. Oktober 1934 gegründet. Ihm traten alle Parteien der deutschen Minderheit bei, außer der DSAP (die mit der Polnischen Sozialistischen Partei zusammenarbeitete) und der JdP, die als stärkste Organisation der deutschen Volksgruppe einen eigenständigen Auftritt vorzog.
Am 23. September 1935 wurde Erwin Hasbach durch den Staatspräsidenten für den RDP in den Senat berufen und am 22. November 1938 in dieser Funktion bestätigt. Neben Erwin Hasbach waren in diesen beiden Wahlperioden mit Rudolf Wiesner (JdP, 1935–1938) und Max Wambeck (VdB, 1938–1939) noch zwei weitere Deutsche Mitglieder des Senats.